# Soultzeren
Soultzeren est une commune française située dans la circonscription administrative du Haut-Rhin et, depuis le 1er janvier 2021, dans le territoire de la Collectivité européenne d'Alsace, en région Grand Est.
Cette commune se trouve dans la région historique et culturelle d'Alsace.

## Géographie

### Localisation

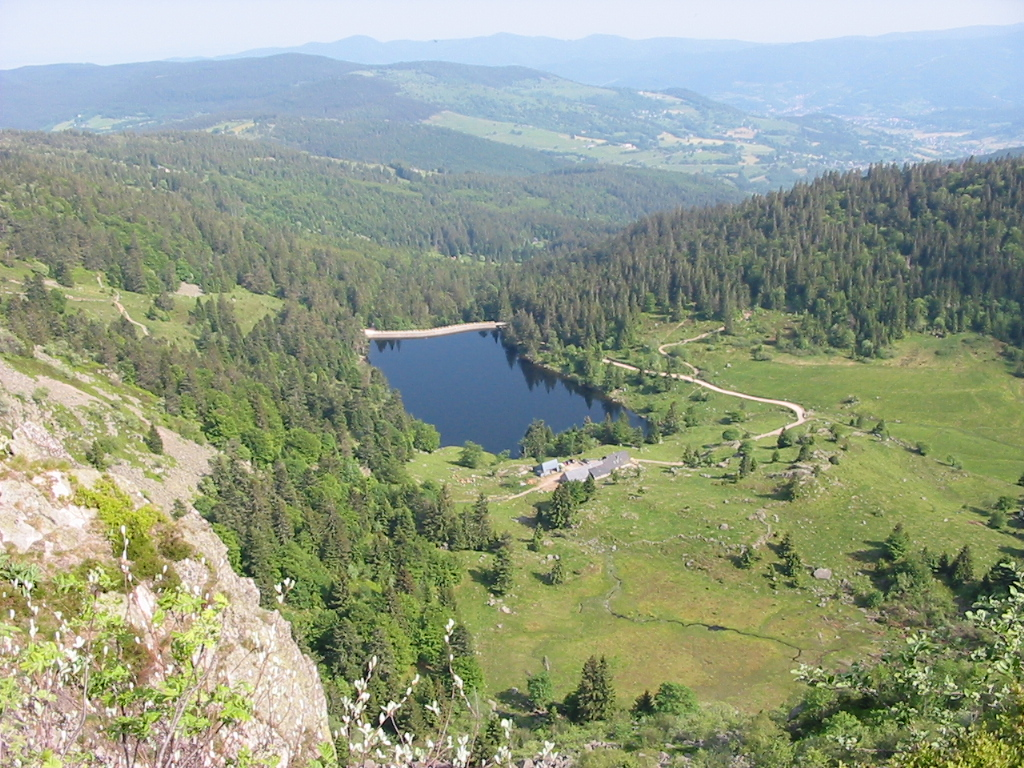
Le lac des Truites dans le cirque glaciaire du Forlet.

Le territoire de Soultzeren s'adosse au massif des Vosges, à l'endroit où la fracture du bassin rhénan est la plus brutale. Il est inclus dans le bassin versant de la Fecht sur le ruisseau Kleintalbach, comprenant notamment deux retenues d'eau bucoliques, le lac Vert et le lac des Truites, aussi appelé Lac du Forlet (cette nomination étant plus respectueuse du nom alsacien : Forlaweier).
| Plainfaing Vosges |            | Orbey  |
| Le Valtin Vosges  | Soultzeren | Hohrod |
|                   | Stosswihr  |        |

### Hydrographie
La commune est dans le bassin versant du Rhin au sein du bassin Rhin-Meuse. Elle est drainée par le ruisseau de Soultzeren et le ruisseau du Lac Vert,,.

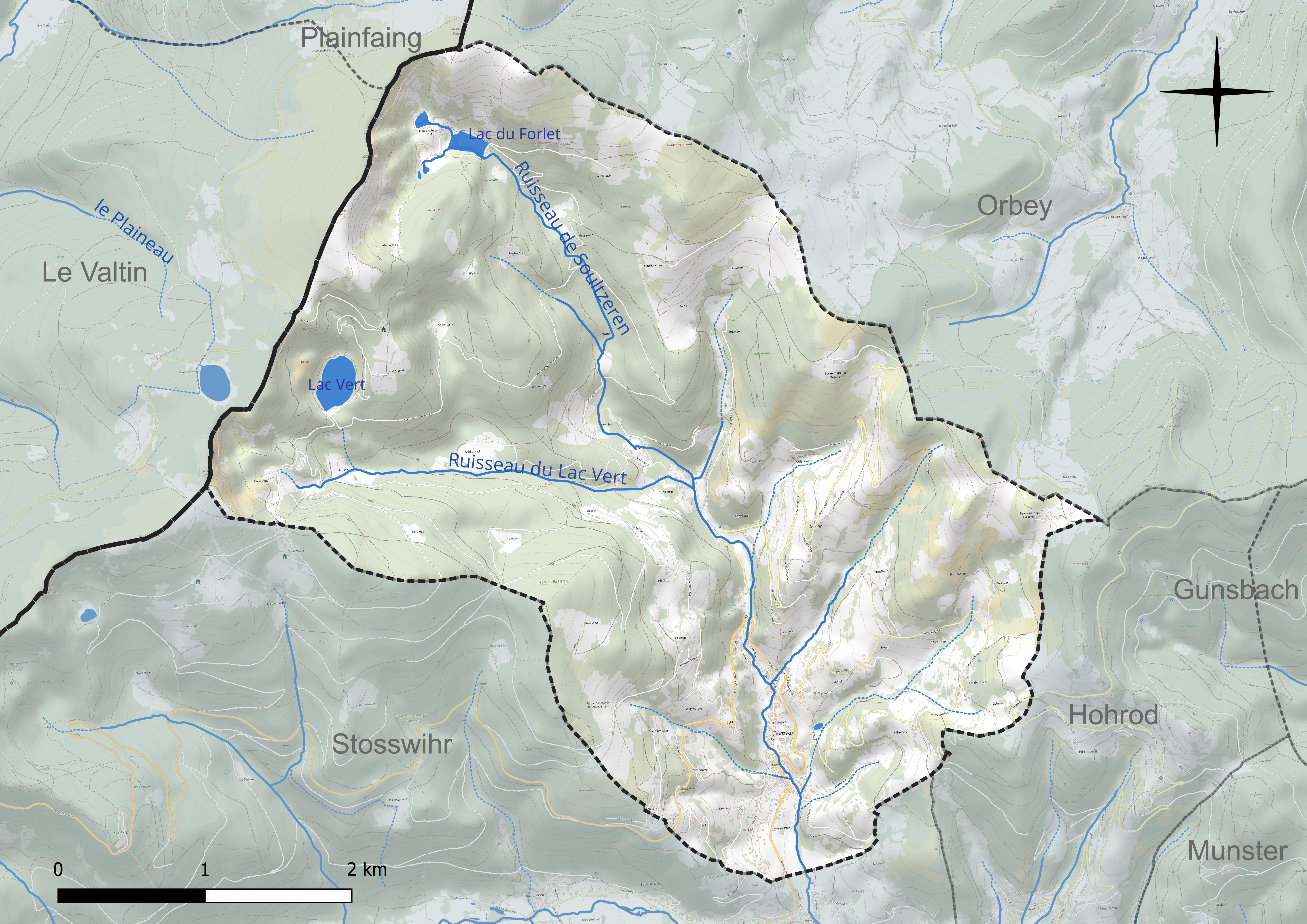
Réseau hydrographique de Soultzeren.

Deux plans d'eau complètent le réseau hydrographique : le lac du Forlet (2,8 ha) et le lac Vert (7 ha),.

### Climat
Pour des articles plus généraux, voir Climat du Grand Est et Climat du Haut-Rhin.
En 2010, le climat de la commune est de type climat de montagne, selon une étude du Centre national de la recherche scientifique s'appuyant sur une série de données couvrant la période 1971-2000. En 2020, Météo-France publie une typologie des climats de la France métropolitaine dans laquelle la commune est exposée à un climat semi-continental et est dans la région climatique  Vosges, caractérisée par une pluviométrie très élevée (1 500 à 2 000 mm/an) en toutes saisons et un hiver rude (moins de 1 °C). 
Pour la période 1971-2000, la température annuelle moyenne est de 9 °C, avec une amplitude thermique annuelle de 16,8 °C. Le cumul annuel moyen de précipitations est de 1 442 mm, avec 13,1 jours de précipitations en janvier et 10,8 jours en juillet. Pour la période 1991-2020, la température moyenne annuelle observée sur la station météorologique de Météo-France la plus proche, « Munster_sapc », sur la commune de Munster à 3 km à vol d'oiseau, est de 10,4 °C et le cumul annuel moyen de précipitations est de 1 053,5 mm. 
La température maximale relevée sur cette station est de 38,3 °C, atteinte le 5 juillet 2015 ; la température minimale est de −19 °C, atteinte le 20 décembre 2009,,. 
Les paramètres climatiques de la commune ont été estimés pour le milieu du siècle (2041-2070) selon différents scénarios d'émission de gaz à effet de serre à partir des nouvelles projections climatiques de référence DRIAS-2020. Ils sont consultables sur un site dédié publié par Météo-France en novembre 2022.

## Urbanisme

### Typologie
Au 1er janvier 2024, Soultzeren est catégorisée petite ville, selon la nouvelle grille communale de densité à sept niveaux définie par l'Insee en 2022.
Elle appartient à l'unité urbaine de Munster, une agglomération intra-départementale regroupant dix  communes, dont elle est une commune de la banlieue,,. Par ailleurs la commune fait partie de l'aire d'attraction de Colmar, dont elle est une commune de la couronne,. Cette aire, qui regroupe 95 communes, est catégorisée dans les aires de 50 000 à moins de 200 000 habitants,.

### Occupation des sols
L'occupation des sols de la commune, telle qu'elle ressort de la base de données européenne d’occupation biophysique des sols Corine Land Cover (CLC), est marquée par l'importance des forêts et milieux semi-naturels (69,9 % en 2018), une proportion sensiblement équivalente à celle de 1990 (69,2 %). La répartition détaillée en 2018 est la suivante : 
forêts (46,2 %), milieux à végétation arbustive et/ou herbacée (23,8 %), prairies (15,9 %), zones agricoles hétérogènes (12 %), zones urbanisées (2,1 %). L'évolution de l’occupation des sols de la commune et de ses infrastructures peut être observée sur les différentes représentations cartographiques du territoire : la carte de Cassini (XVIIIe siècle), la carte d'état-major (1820-1866) et les cartes ou photos aériennes de l'IGN pour la période actuelle (1950 à aujourd'hui).

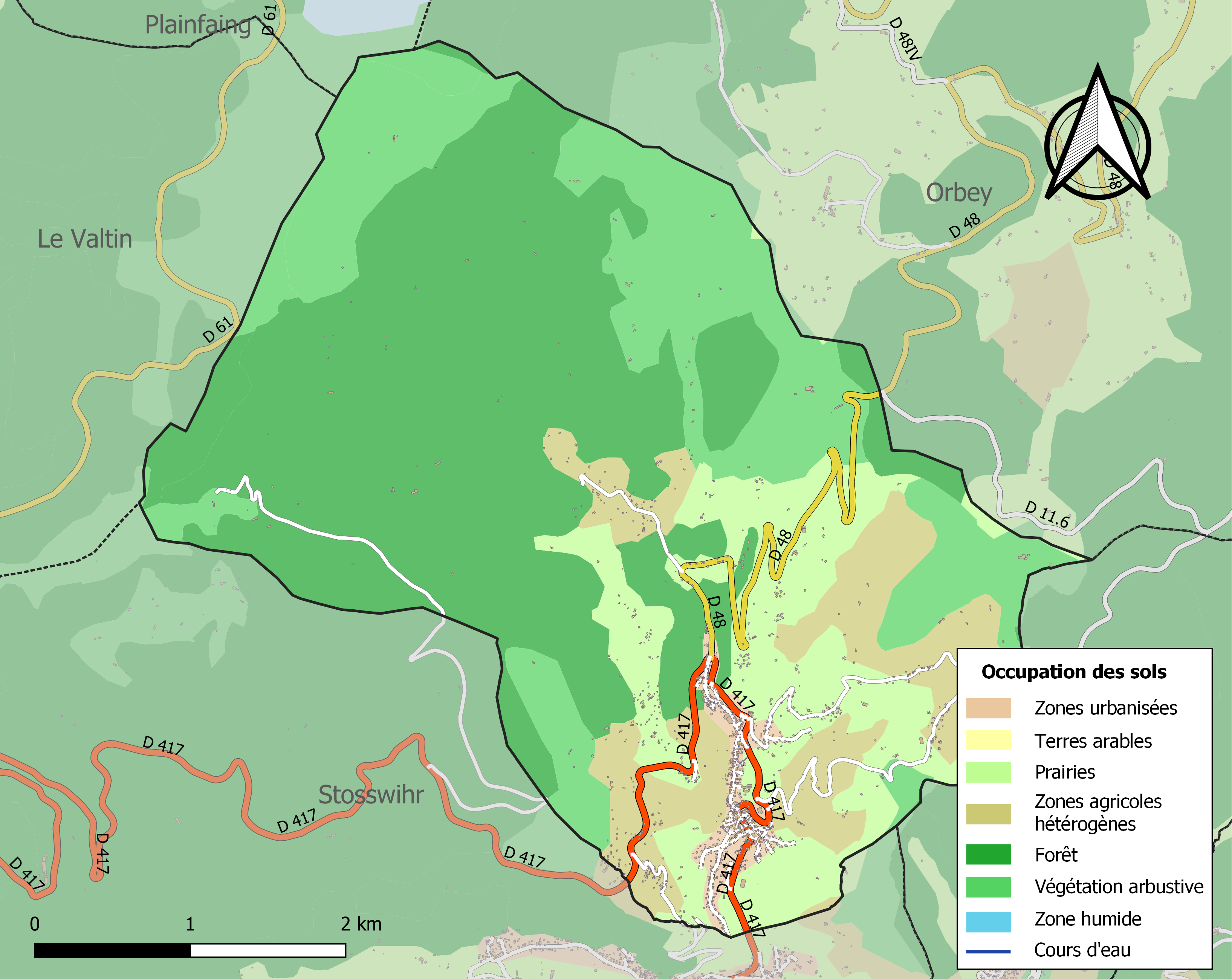
Carte des infrastructures et de l'occupation des sols de la commune en 2018 (CLC).

## Toponymie
La première mention du village de Saltzeren apparaît vers 900. L’origine de ce nom serait liée à la présence de sources d’eau salée. Au XIIIe siècle, on trouve les orthographes Sulczrein et Sulcerrhein.

## Histoire
La première église est construite en 1463. Entre 1543 et 1559, la population devient protestante et s’attache fidèlement aux idées de Martin Luther.
Le village a particulièrement souffert des exactions de la soldatesque au courant de la guerre de Trente Ans (1618-1648). La population était alors réfugiée dans les forêts des alentours et les cultes étaient célébrés au rocher du Bichtstein dont le nom signifie « pierre de la confession, du repentir » car on y accueillait aussi les confessions.
Le village fut détruit au cours de la Première Guerre mondiale. Aussi la commune a-t-elle été décorée de la croix de guerre 1914-1918,.

## Politique et administration

### Découpage territorial
La commune de Soultzeren est membre de la communauté de communes de la Vallée de Munster, un établissement public de coopération intercommunale (EPCI) à fiscalité propre créé le 30 mai 1996 dont le siège est à Munster. Ce dernier est par ailleurs membre d'autres groupements intercommunaux.
Sur le plan administratif, elle est rattachée à l'arrondissement de Colmar-Ribeauvillé, à la circonscription administrative de l'État du Haut-Rhin, en tant que circonscription administrative de l'État, et à la région Grand Est. 
Sur le plan électoral, elle dépendait jusqu'en 2020 du  canton de Wintzenheim pour l'élection des conseillers départementaux au sein du conseil départemental du Haut-Rhin. Depuis le 1er janvier 2021, elle dépend du même canton pour l'élection des conseillers d'Alsace au sein de la collectivité européenne d'Alsace.

### Liste des maires
| Période                                  | Période  | Identité        | Étiquette | Qualité |
| ---------------------------------------- | -------- | --------------- | --------- | ------- |
| mars 1995                                | En cours | Christian Ciofi | DVD       |         |
| Les données manquantes sont à compléter. |          |                 |           |         |

### Finances locales

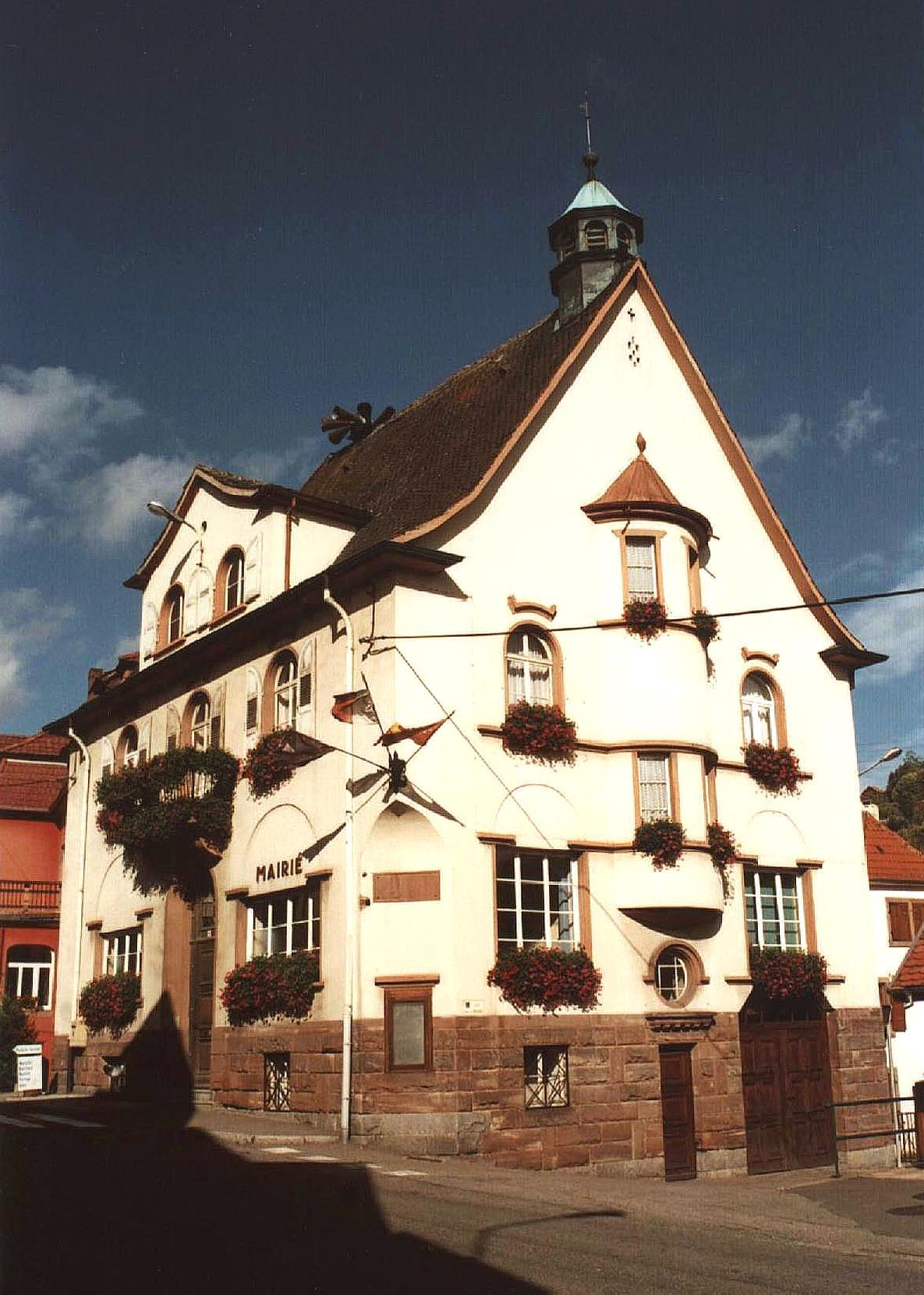
Mairie de Soultzeren.

En 2015, le budget de la commune était constitué ainsi :
- total des produits de fonctionnement : 1 026 000 €, soit 876 € par habitant ;
- total des charges de fonctionnement : 915 000 €, soit 782 € par habitant ;
- total des ressources d'investissement : 383 000 €, soit 327 € par habitant ;
- total des emplois d'investissement : 435 000 €, soit 371 € par habitant ;
- endettement : 353 000 €, soit 302 € par habitant.

Avec les taux de fiscalité suivants :
- taxe d'habitation : 7,11 % ;
- taxe foncière sur les propriétés bâties : 8,48 % ;
- taxe foncière sur les propriétés non bâties : 34,98 % ;
- taxe additionnelle à la taxe foncière sur les propriétés non bâties : 0,00 % ;
- cotisation foncière des entreprises : 0,00 %.

### Jumelages
Castillonnès (Lot-et-Garonne) (France) depuis 1976.

## Équipements et services publics

### Enseignement
Un enseignement sommaire est assuré par l’un des pasteurs adjoint de la paroisse de Munster jusqu’au milieu XVIIIe siècle, date à laquelle ils sont remplacés par des maîtres d’école. En 1842, la classe compte cent cinquante élèves, mais la majorité ne sont là qu’en hiver, leurs parents les faisant travailler le reste de l’année. La séparation des sexes est mise en œuvre en 1848 avec la création d’une école de filles. Peu de temps auparavant, en 1845, une école privé voit également le jour à l’initiative des industriels Immer et Klaesy, qui la destinent à éduquer les enfants des salariés de leurs usines.
Pour l’année scolaire 2022-2023, l’école compte cent élèves répartis en quatre classes, dont trente-quatre élèves de niveau pré-élémentaire et soixante-six de niveau élémentaire. Pour l’enseignement secondaire, les établissements les plus proches sont le collège Frédéric Hartmann et le lycée Frédéric Kirschleger, tous deux situés à Munster.

## Population et société

### Démographie
L'évolution du nombre d'habitants est connue à travers les recensements de la population effectués dans la commune depuis 1793. Pour les communes de moins de 10 000 habitants, une enquête de recensement portant sur toute la population est réalisée tous les cinq ans, les populations de référence des années intermédiaires étant quant à elles estimées par interpolation ou extrapolation. Pour la commune, le premier recensement exhaustif entrant dans le cadre du nouveau dispositif a été réalisé en 2007.

En 2022, la commune comptait 1 152 habitants, en évolution de +2,13 % par rapport à 2016 (Haut-Rhin : +0,66 %, France hors Mayotte : +2,11 %).
| 1793  | 1800  | 1806  | 1821  | 1831  | 1836  | 1841  | 1846  | 1851  |
| ----- | ----- | ----- | ----- | ----- | ----- | ----- | ----- | ----- |
| 1 242 | 1 018 | 1 262 | 1 292 | 1 405 | 1 448 | 1 469 | 1 496 | 1 437 |

| 1856  | 1861  | 1866  | 1871  | 1875  | 1880  | 1885  | 1890  | 1895  |
| ----- | ----- | ----- | ----- | ----- | ----- | ----- | ----- | ----- |
| 1 473 | 1 511 | 1 567 | 1 596 | 1 557 | 1 484 | 1 453 | 1 444 | 1 399 |

| 1900  | 1905  | 1910  | 1921 | 1926  | 1931  | 1936  | 1946  | 1954  |
| ----- | ----- | ----- | ---- | ----- | ----- | ----- | ----- | ----- |
| 1 377 | 1 368 | 1 380 | 924  | 1 115 | 1 167 | 1 162 | 1 144 | 1 082 |

| 1962  | 1968  | 1975  | 1982 | 1990  | 1999  | 2006  | 2007  | 2012  |
| ----- | ----- | ----- | ---- | ----- | ----- | ----- | ----- | ----- |
| 1 083 | 1 070 | 1 061 | 969  | 1 024 | 1 088 | 1 155 | 1 165 | 1 145 |

| 2017  | 2022  | - | - | - | - | - | - | - |
| ----- | ----- | - | - | - | - | - | - | - |
| 1 121 | 1 152 | - | - | - | - | - | - | - |

## Culture locale et patrimoine

### Lieux et monuments

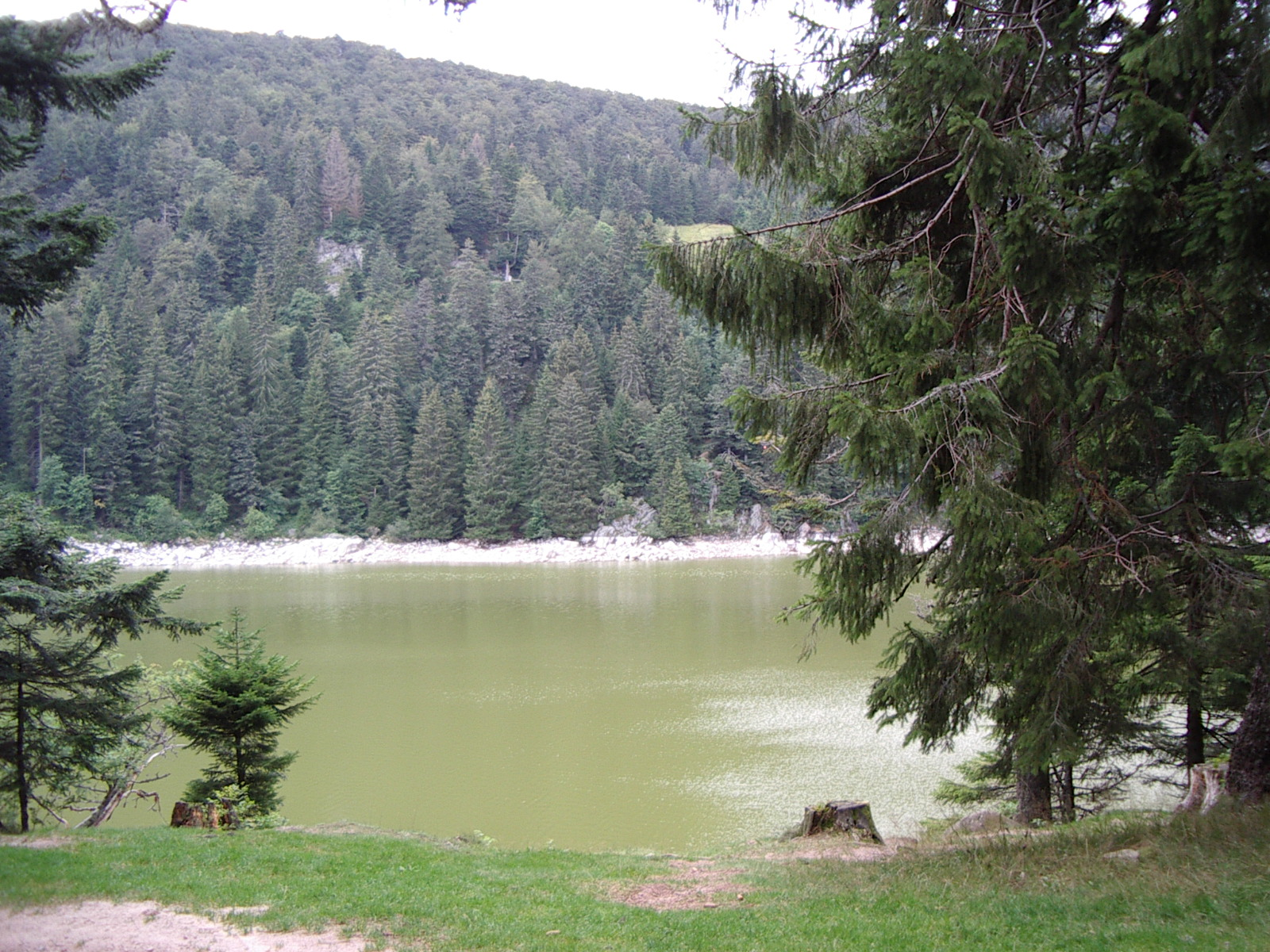
Lac vert.
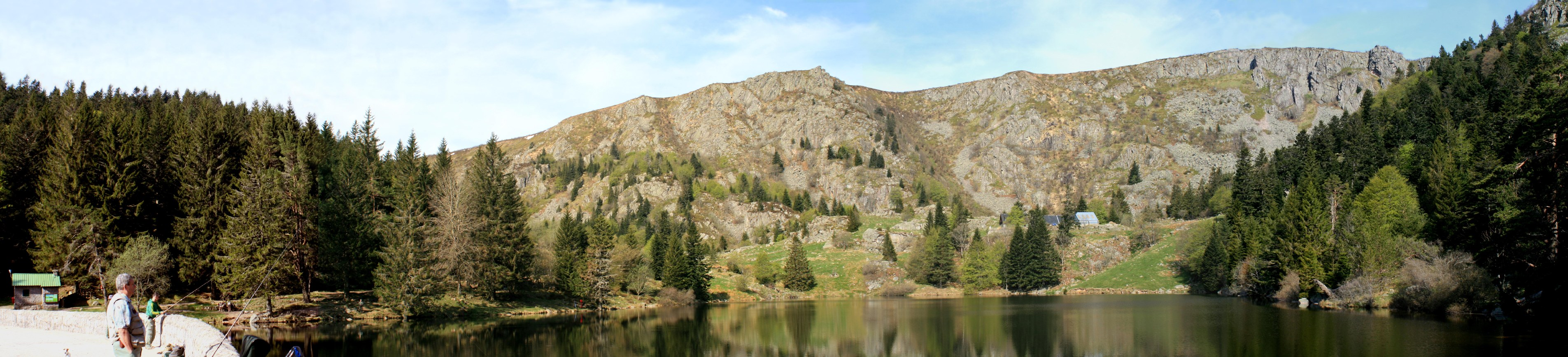
Vue panoramique du lac des Truites.

- Lac Vert[31].
- Lac des Truites[32].
- Col du Wettstein (882 m) par la route départementale 48.

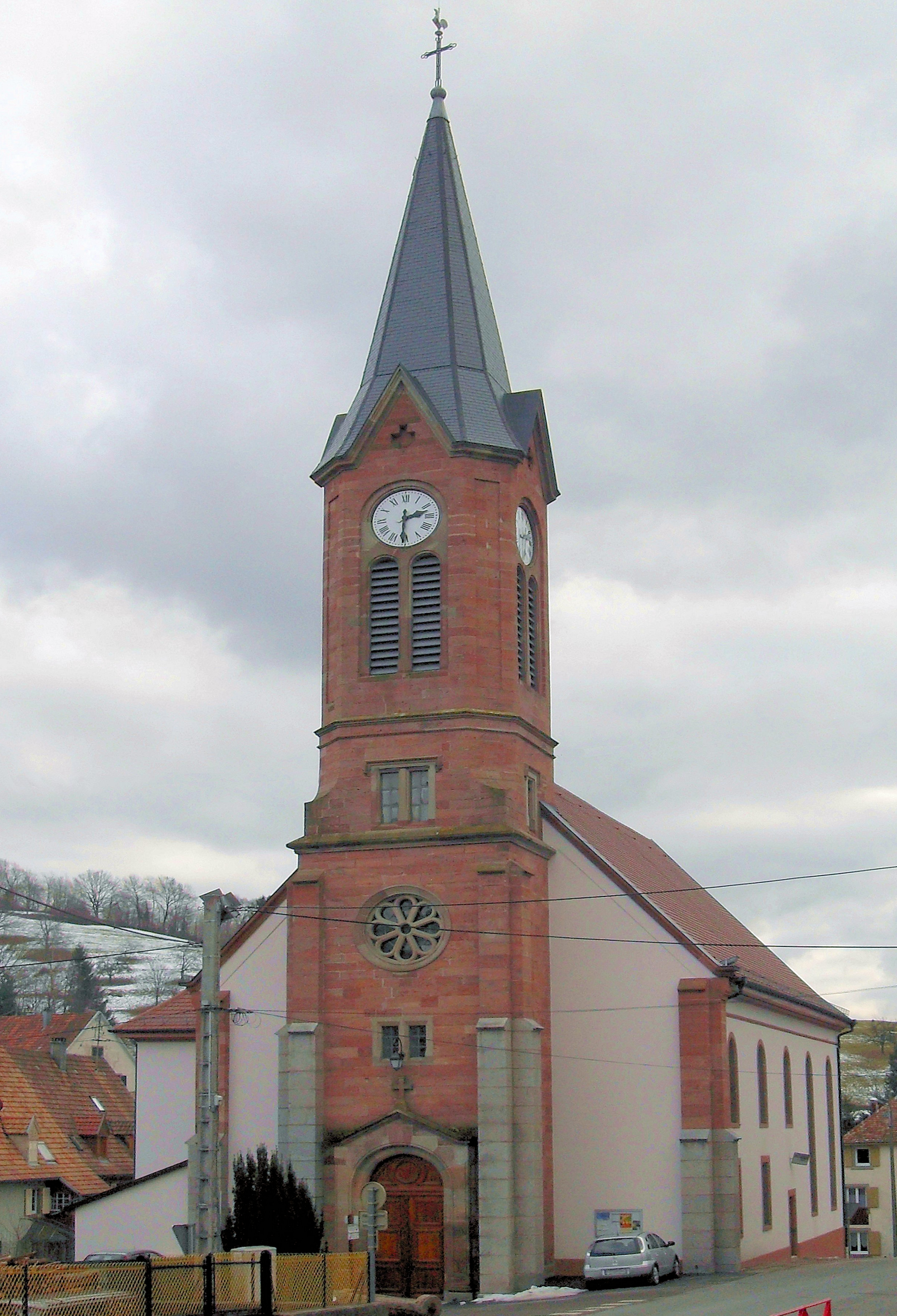
Temple protestant.

- Église luthérienne, reconstruite de 1920 à 1924[33],[34] et son orgue de 1925[35], 
  - et le presbytère protestant[36].
- Mairie[37].
- École de filles[38].
- Patrimoine industriel :
  - Moulin à farine, huilerie et scierie Ertlé[39] ;
  - Moulin à farine et huilerie Graff[40] ;
  - Usine métallurgique, puis centrale hydroélectrique Immer, puis atelier de charron, actuellement atelier de tournage sur bois[41] ;
  - Tissage de coton Ruhland-Ertlé, puis Dupuis-Merle[42].
- Four à pain[43].
- Fromageries d'estive dite marcairies[44],[45],[46],[47],[48],[49],[50].
- Borne[51].

### Patrimoine culturel
Le village a des histoires de nains servants, collectées au milieu du XIXe siècle. Ces personnages légendaires travailleraient le lait de leurs troupeaux de bétail dans les chalets abandonnés, et déposeraient des denrées dans les demeures des plus pauvres paysans.

### Personnalités liées à la commune
- Martin Graff, pasteur et écrivain ayant habité la commune.

### Héraldique
| Blason | Blasonnement : De sinople aux deux cors des Alpes d'argent posés en sautoir. Commentaires : Créées en 1965, les armoiries de Soultzeren évoquent les pâturages par le fond vert et les marcaires des chaumes par les cors des Alpes. |